# Converting Vegetarians
Converting Vegetarians је четврти студијски албум израелског психоделичног тренс дуа Infected Mushroom. Објављен је 9. април 2003 године. Албум се сатоји од два компакт диска. На првом се налази 13 пјесама и представља нове стилове од трип-хопа до прогресивног тренса и денса. Други диск садржи 10 пјесама и представља традиционални тренс стил Infected Mushroom. Након сарадње Infected Mushroom и Берија Сакхарофа која је резултовала ремиксом пјесме Birthday, са њим су направили још двије пјесме које су се појавиле на албуму: Elation Station и Deeply Disturbed. Обе пјесме су биле успјешне посебно Deeply Disturbed која је постала главна пјесма на првом диску. Албум је постао двоструко платинасти (продан је у преко 80.000 примјерака) и повећао је њихову базу обожавалаца. Овај албум су пуштале и радио станице. 

## Списак пјесама

### CD1 — Тренс страна
1. "Albibeno" – 7:01
2. "Hush Mail" – 6:58
3. "Apogiffa Night" – 8:05
4. "Song Pong" – 8:33
5. "Chaplin" – 6:52
6. "Echonomix" – 7:39
7. "Scorpion Frog" – 7:55
8. "Deeply Disturbed" – 8:24
9. "Semi Nice" – 6:06
10. "Yanko Pitch" – 8:12

### CD2 — Друга страна
1. "Converting Vegetarians" – 5:39
2. "Elation Station" – 5:35
3. "Drop Out" – 5:14
4. "Avratz" – 10:23
5. "Blink" – 5:32
6. "Shakawkaw" – 4:08
7. "Pletzturra" – 6:44
8. "I Wish" – 3:00
9. "Ballerium" – 7:17
10. "Selecta" – 5:21
11. "Illuminaughty" – 4:50
12. "Jeenge" – 7:02
13. "Elevation" – 5:16